# Шихов, Сергей Борисович
Шихов Сергей Борисович (1912—1995) — советский и российский физик, доктор физико-математических наук, профессор, ведущий специалист в области теории и методов расчёта ядерных реакторов, один из основоположников математической теории ядерных реакторов.
Преподаватель МЭИ и МИФИ, автор многочисленных спецкурсов по теории и методам расчёта ядерных энергетических установок.
Проводил расчётные исследования реакторов на быстрых нейтронах. Занимался разработкой аналитических методов расчёта реакторов, проблемой переноса нейтронов в движущихся средах. Разработал новое направление в теории реакторов — математическую теорию ядерных реакторов, которая стала основой для изучения линейной и нелинейной динамики ядерных реакторов.

## Биография
Родился в 1912 году в семье композитора Бориса Андреевича Шихова, друга знаменитого русского композитора Сергея Васильевича Рахманинова.
Сергей Борисович Шихов начал свою трудовую деятельность в 1929 году после окончания средней школы в качестве техника-конструктора на заводе «Станколит». В 1932 году поступил в вечерний Московский машиностроительный институт, после окончания с 1937 года работал инженером-конструктором на заводах оборонной промышленности. В 1946 году перешел на преподавательскую работу на кафедру теплофизики Московского энергетического института.
В 1949—1952 годах учился в аспирантуре МЭИ. После защиты кандидатской диссертации работал старшим научным сотрудником Физико-энергетического института совместно с преподавательской деятельностью в Московском инженерно-физическом институте.
В 1952—1962 годах он преподавал в МИФИ и параллельно работал в Физико-энергетическом институте в г. Обнинске, где под общим руководством Александра Ильича Лейпунского занимался комплексом важных проблем, связанных с конструированием и расчетом новых в то время ядерных реакторов на быстрых нейтронах, с разработкой теории и методов расчета нейтронно-физических и иных характеристик ядерных реакторов, с созданием и внедрением в расчетную практику эффективных инженерных методик расчета этих характеристик.
В 1967 году защитил докторскую диссертацию по теме «Расчётные исследования быстрых ядерных реакторов». С 1968 года утвержден в звании профессора.
С 1976 года являлся научным руководителем Проблемной научно-исследовательской лаборатории «Ядерные энергетические установки» МИФИ.
Был удостоен Государственной премии СССР в области науки (1987), награждён медалями.
Похоронен на Введенском кладбище (15 уч.).

## Семья
Жена Батюшкова, Ирина Васильевна (1916—1998) — геолог, историк науки.

## Научная школа
В процессе научно-педагогической деятельности ученого сформировалась научная школа в области математической теории и методов расчета ядерных реакторов, в которую входят десятки специалистов, работающих в ведущих научно-исследовательских центрах ядерной отрасли (НИЯУ МИФИ, НИЦ «Курчатовский институт», НТЦ ЯРБ, НИИАР, ИБРАЭ, НИТИ им. А. П. Александрова).

## Литературное и музыкальное творчество
С. Б. Шихов писал стихи и сочинял музыкальные произведения для фортепиано.

## Книги
- С.Б. Шихов. Вопросы математической теории ядерных реакторов (линейный анализ). — М.: Атомиздат, 1973.
- В.П. Горбунов, С.Б. Шихов. Нелинейная динамика ядерных реакторов. — М.: Атомиздат, 1975.
- С.М. Фейнберг, С.Б. Шихов. Теория ядерных реакторов, Т.1, Элементарная теория реакторов. — М.: Атомиздат, 1978.
- В.М. Новиков, С.Б. Шихов. Теория параметрического воздействия на перенос нейтронов. — М.: Энергоатомиздат, 1982.
- С.Б. Шихов, В.Б. Троянский. Теория ядерных реакторов, Т.2, Газокинетическая теория. — М.: Энергоатомиздат, 1983.
- А.В. Крянев, С.Б. Шихов. Вопросы математической теории ядерных реакторов (нелинейный анализ). — М.: Энергоатомиздат, 1983.
- Ю.И. Ершов, С.Б. Шихов. Математические основы теории переноса. — М.: Атомиздат, 1985.